# The Monsanto Years
The Monsanto Years es el trigésimo séptimo álbum de estudio del músico canadiense Neil Young, publicado por la compañía discográfica Reprise Records el 29 de junio de 2015. El trabajo, un álbum conceptual crítico con la multinacional de productos agrícolas Monsanto por su uso de OMGs en la agricultura, fue grabado con Lukas y Micah, hijos del músico Willie Nelson, y con el grupo del primero, Promise of the Real.

## Grabación
The Monsanto Years es el primer trabajo de Neil Young con Lukas y Micah Nelson, hijos del músico Willie Nelson. Young tocó por primera vez con Lukas y Micah en la edición de 2014 del Farm Aid, y poco después en el concierto benéfico Bridge School Benefit en octubre del mismo año.
En diciembre, Young contactó con Lukas y Micah por correo electrónico. Según contó Micah, «Él –Young– dijo: "Eh, he escrito un puñado de nuevas canciones. Me gustaría que hagáis el disco conmigo. Abrazos, Neil». La grabación del álbum comenzó en enero de 2015 y tuvo lugar en una sala de cine de Oxnard (California) donde Willie Nelson grabó su álbum Teatro. Según cuenta Micah, «La primera semana, Neil no estaba ahí. Fue lo suficientemente agradable para decirnos que fuésemos y calentásemos el estudio y grabásemos un par de nuestras propias canciones. Nos mandó un CD con una versión en bruto del disco, solo él y su guitarra acústica corriendo a través de los cambios y de la voz».
Young acudió a Oxnard a la semana siguiente con una nueva canción, «People Want to Hear About Love», que el grupo grabó en tres tomas. El álbum, producido por el propio Young con la asistencia de John Hanlon, fue grabado en directo desde el escenario de Teatro sin uso de auriculares ni cabinas de grabación. Al respecto, Micah comentó: «Eso le dio esta inmediatez que lo hizo muy divertido,  fluido y constantemente sugerente. No hubo mucho tiempo para sentarse y pensar qué hacer. Fue más bien en plan de "Vamos, vamos, vamos", y dejar constancia de ello».
A comienzos de enero, Young desveló a Rolling Stone detalles sobre el nuevo álbum. El músico contó a la revista: «Estoy trabajando en otro álbum que voy a hacer con los hijos de Willie Nelson. Se llama The Monsanto Years. Es una opinión optimista de la situación».

## Crítica a Monsanto
La revista Rolling Stone definió The Monsanto Years como un álbum conceptual en la línea de Living with War y Fork in the Road, sobre «un tema cercano al corazón de Young». En el álbum, Young muestra su crítica a la multinacional de productos agrícolas Monsanto por su uso de OMGs en la agricultura. Según el músico, «No tengo nada en contra de los seres humanos que trabajan en Monsanto. Pero Monsanto es el emblema de los problemas que estamos teniendo con el corporativismo gubernamental». Su crítica es compartida por Lukas y Micah Nelson; al respecto, el primero manifestó: «A nadie le gusta Monsanto. Nadie quiere OMGs en su comida, o al menos quieren saber si lo tienen para decir no si quieren. Estoy de verdad orgulloso de estar en este lado de la historia con Neil». Además, Young también es crítico en The Monsanto Years con la cadena Starbucks, a quien acusó de aliarse con Monsanto para denunciar al Estado de Vermont e intentar revocar una ley de etiquetado de trasgénicos.
Como respuesta, Starbucks emitió un comunicado asegurando que no estaba involucrada en ninguna demanda judicial contra Vermont. Por su parte, un representante de Monsanto, preguntado por la revista Billboard, comentó: «Muchos de nosotros en Monsanto han sido y son seguidores de Neil Young. Por desgracia, para algunos de nosotros, su último álbum puede no reflejar nuestras fuertes creencias en lo que hacemos todos los días para ayudar a que la agricultura sea más sostenible. Reconocemos que hay mucha desinformación acerca de quiénes somos y de lo que hacemos, y por desgracia muchos de esos mitos parecen estar presentes en estas letras».

## Promoción
Antes de la publicación de The Monsanto Years, Young publicó varias canciones a través de su canal de YouTube. El 22 de mayo, la web de Democracy Now publicó un fragmento del video de «A Rock Star Bucks a Coffe Shop», estrenado en su totalidad dos días después en la página oficial del músico en YouTube. El 10 de junio, publicó un video de la canción «Wolf Moon». Ambos videos fueron grabados en Teatro durante las sesiones de The Monsanto Years e incluidas en un documental homónimo, estrenado en el evento Bernard Shakey Film Retrospective el 22 de abril. El álbum completo fue publicado en formato streaming en la web de NPR el 22 de junio, una semana antes del lanzamiento oficial.
Young estrenó varias canciones de The Monsanto Years en directo en un concierto con Promise of the Real en San Luis Obispo (California) el 16 de abril. Tras la publicación del álbum, el músico emprendió una gira de conciertos con Promise of the Real que comenzó el 5 de julio en Milwaukee.

## Recepción
Tras su publicación, The Monsanto Years obtuvo reseñas mixtas en la prensa musical, con una calificación de 60 sobre 100 en la web Metacritic basada en 24 reseñas. En su crítica para Allmusic, Stephen Thomas Erlewine escribió: «Aunque el degradado hippie toma algún tiempo para dar respiro a su guitarra eléctrica, The Monsanto Years no es un disco triste como Living with War, su misiva de la era de George W. Bush. Es un disco rabioso, y con ese fin Young contrató a Promise of the Real, un variopinto equipo liderado por el guitarrista e hijo de Willie Nelson Lukas, para aproximarse a Crazy Horse». Jon Dennis, de The Guardian, destacó la contribución de Promise of the Real y escribió que «el grupo no suena diferente a Crazy Horse y suministra todos los grandes riffs, produciendo las armonías y los acordes mayores que han caracterizado los mejores discos de Young en cinco décadas», mientras que Randall Roberts, en Los Angeles Times, definió el álbum como Young en modo de protesta electrificada. Indignado. Frustrado. Determinado. Condensado con una distorsión al estilo de Ragged Glory pero sin su banda de apoyo de toda la vida, Crazy Horse, el álbum es rico en su justa indignación y un tema central que podría haber surgido en una campaña de Donald Trump».
En una reseña menos favorable, Nina Corcoran de Consequence of Sound escribió que «Young, hace mucho, descubrió cómo escribir peroratas comprometidas. The Monsanto Years, escuchable pero polvoriento, no es diferente; es música que ya has escuchado antes con un nuevo chico malo como su objetivo». Stuart Berman de Pitchfork comentó: «Con gran parte de la composición de The Monsanto Years tomando la forma de reglas apresuradamente garabateadas, los momentos más reveladores vienen cuando Neil se enfrenta a la paradoja de convertir políticas complejas en canciones pop agradables al paladar». Por otra parte, Hal Horowitz de American Songwriter: «En su forma actual, The Monsanto Years es otra entrada en el abultado catálogo de Young que, como Storytone, Greendale, Le Noise y otros, puedes escucharla una o dos veces para saber qué se trae entre manos, y luego volver a los clásicos más escuchables como Rust Never Sleeps».

## Lista de canciones
| N.º | Título                            | Duración |  |
| 1.  | «A New Day for Love»              | 5:52     |  |
| 2.  | «Wolf Moon»                       | 3:52     |  |
| 3.  | «People Want to Hear About Love»  | 6:19     |  |
| 4.  | «Big Box»                         | 8:17     |  |
| 5.  | «A Rock Star Bucks a Coffee Shop» | 5:00     |  |
| 6.  | «Workin' Man»                     | 4:43     |  |
| 7.  | «Rules of Change»                 | 4:39     |  |
| 8.  | «Monsanto Years»                  | 7:46     |  |
| 9.  | «If I Don't Know»                 | 4:26     |  |

## Personal
Músicos
- Neil Young: voz y guitarras.
- Lukas Nelson: guitarra y coros.
- Micah Nelson: guitarra eléctrica, charango eléctrico y coros.
- Anthony Logerfo: batería.
- Tato Melgar: percusión.
- Corey McCormick: bajo y coros.

Equipo técnico
- John Hanlon: productor, ingeniero de sonido y mezclas.
- Jeff Pinn: ingeniero de sonido.
- Jimmy Sloan: ingeniero asistente.
- Alberto Hernández: ingeniero asistente.
- Johnnie Burik: ingeniero asistente.
- Bob Ludwig: masterización.
- Gary Burden: director artístico.

## Posición en listas
| País              | Lista                 | Posición |
| ----------------- | --------------------- | -------- |
| Alemania          | Media Control Chart   | 13       |
| Australia         | ARIA Albums Chart     | 23       |
| Austria           | Ö3 Austria Top 40     | 16       |
| Bélgica (Valonia) | Ultratop 200 Albums   | 24       |
| Bélgica (Flandes) | Ultratop 200 Albums   | 32       |
| España            | Spanish Albums Chart  | 40       |
| Estados Unidos    | Billboard 200         | 21       |
| Estados Unidos    | Top Rock Albums       | 4        |
| Finlandia         | Finnish Albums Chart  | 23       |
| Francia           | SNEP Albums Chart     | 20       |
| Noruega           | VG-lista Albums Chart | 38       |
| Países Bajos      | Mega Albums Chart     | 14       |
| Reino Unido       | UK Albums Chart       | 24       |
| Suecia            | Swedish Albums Chart  | 47       |
| Suiza             | Hit Parade Top 100    | 36       |